# ویلفرید برامبل
ویلفرید برامبل (انگلیسی: Wilfrid Brambell؛ ‏ ۲۲ مارس ۱۹۱۲ – ۱۸ ژانویهٔ ۱۹۸۵) بازیگر اهل جمهوری ایرلند بود. وی بین سال‌های ۱۹۳۰ تا ۱۹۸۵ میلادی فعالیت می‌کرد.
از فیلم‌ها یا برنامه‌های تلویزیونی که وی در آن نقش داشته است می‌توان به دوران کودکی، حرفه و نخستین تجربه جاکومو کازانووا، اهل ونیز، مرد ناجور، شب‌زنده‌داری با بزن و بکوب، پسرها و شمشیر شجاعت اشاره کرد.